# Bistum Nola
Das Bistum Nola (lat.: Dioecesis Nolana, ital.: Diocesi di Nola) ist eine in Italien gelegene römisch-katholische Diözese mit Sitz in Nola.

## Geschichte
Das Bistum Nola wurde im 2. Jahrhundert errichtet. Es ist dem Erzbistum Neapel als Suffraganbistum unterstellt.

## Weblinks

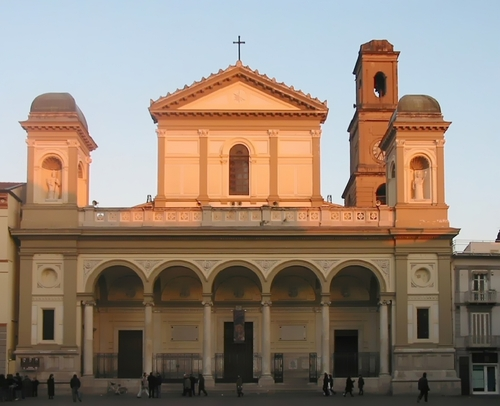
Kathedrale Assunzione di Maria Vergine in Nola